# Torben "Træsko" Pedersen
Steen Torben Pedersen (kaldt Torben "Træsko") (født 3. maj 1948) er en dansk teltholder på Dyrehavsbakken. Blandt de mest kendte ejerskaber af forlystelser og restauranter i forlystelsesparken er Cirkusrevyen og Korsbæk på Bakken.

## Udmærkelser
- Bakkens Oscar (1985)
- Dannebrogsordenen (2023)[3]